# Slobodan Tedić
Slobodan Tedić (serbisch-kyrillisch Слободан Тедић; * 13. April 2000 in Podgorica, Bundesrepublik Jugoslawien) ist ein serbischer Fußballspieler, der bei FK Čukarički unter Vertrag steht. Der Stürmer war U21-Nationalspieler seines Heimatlandes.

## Karriere

### Verein
Der in der heutigen montenegrinischen Hauptstadt Podgorica, damals Bundesrepublik Jugoslawien, geborene Slobodan Tedić entstammt der Nachwuchsarbeit des FK Vojvodina aus dem serbischen Novi Sad. Am 31. August 2017 wechselte der Stürmer in die Jugend des Belgrader Vereins FK Čukarički, wo er bereits nach kurzer Zeit in die erste Mannschaft beordert wurde. Am 20. September 2017 debütierte er beim 3:0-Pokalsieg gegen den FK Jagodina für die Herren, als er in der 65. Spielminute für Ognjen Mudrinski eingewechselt wurde. Sein erstes Spiel in der höchsten serbischen Spielklasse bestritt er rund einen Monat später beim 0:0-Unentschieden gegen den FK Javor Ivanjica, als er nach 68 gespielten Minuten Samuel Owusu ersetzen durfte. Gegen Ende der Saison 2017/18 etablierte er sich als Einwechselspieler und erzielte in dieser Rolle am 17. Mai 2018 (37. Spieltag) bei der 1:6-Heimniederlage gegen seinen ehemaligen Verein FK Vojvodina sein erstes Ligator. Insgesamt bestritt er in dieser Spielzeit acht Ligaspiele, in denen ihm ein Torerfolg gelang.
In der folgenden Saison 2018/19 entwickelte sich Tedić immer weiter zur Stammkraft und nach elf Spieltagen stand er bereits bei vier Saisontoren. Der endgültige Durchbruch blieb ihm in dieser Spielzeit jedoch verwehrt, vor allem weil er anschließend bis zum Saisonende nicht mehr treffen konnte. Am 11. Juli 2019 erzielte er beim 3:0-Heimsieg gegen den armenischen FC Urartu Jerewan in der Qualifikation zur UEFA Europa League einen Doppelpack und auch beim 5:0-Sieg im Rückspiel netzte er erneut. In dieser Saison 2019/20 etablierte er sich in der Startformation von Cheftrainer Aleksandar Veselinović. Am 6. September 2019 sicherte sich der englische Erstligist Manchester City für eine Ablösesumme in Höhe von drei Millionen Euro außerhalb des Transferfensters die Dienste des talentierten Stürmers. Der Transfer wurde am 14. Januar 2020 vollzogen, Tedić wurde aber umgehend wieder bis Saisonende an den FK Čukarički ausgeliehen. Dort verbesserte er in der Rückrunde seine Torquote wesentlich, unter anderem erzielte er beim 3:2-Pokalsieg gegen den FK Radnički Niš am 4. Juni 2020 alle drei Tore seiner Mannschaft. In dieser Spielzeit gelangen ihm in 27 Ligaeinsätzen neun Tore und eine Vorlage.
Nachdem er im Sommer zu Manchester City gestoßen war, wurde er am 1. September 2020 für die gesamte Saison 2020/21 an den niederländischen Ehrendivisionär PEC Zwolle ausgeliehen. Sein Debüt gab er am 26. September 2020 (3. Spieltag) beim 4:0-Heimsieg gegen Sparta Rotterdam. Er blieb auch in der Folgesaison in Zwolle und wurde im Anschluss an die englischen Clubs FC Barnsley und Charlton Athletic verliehen.

### Nationalmannschaft
Mit der serbischen U17-Nationalmannschaft nahm Slobodan Tedić an der U17-Europameisterschaft 2017 in Kroatien teil, wo er in allen drei Gruppenspielen der Auswahl zum Einsatz kam. Im Dezember 2017 bestritt er für die U18 ein Länderspiel. Zwischen September 2018 und März 2019 kam er anschließend in elf Spielen der U19 zum Einsatz, in denen ihm kein Torerfolg gelang.
Seit September 2019 ist Tedić serbischer U21-Nationalspieler.